# جون إس. سافاج
جون إس. سافاج (بالإنجليزية: John S. Savage)‏ هو محامي وسياسي أمريكي، ولد في 30 أكتوبر 1841 في الولايات المتحدة، وتوفي بنفس المكان في 24 نوفمبر 1884. حزبياً، نشط في الحزب الديمقراطي. انتخب عضو مجلس النواب الأمريكي.